# Wapen van Steenwijkerland

Wapen van Steenwijkerland

Het wapen van Steenwijkerland toont het zilveren kruis (het symbool uit het wapen van de bisschop van Utrecht) van het Land van Vollenhove met nieuwe elementen in de vorm van de kleuren groen en blauw, symboliserend voor de waterrijke en landelijke gemeente met daarop geplaatst het hartschild met het wapen van Steenwijk. De omschrijving luidt: "Gevierendeeld door een kruis van zilver; I en IV effen azuur; II en III effen sinopel; in een hartschild van keel een anker van goud. Het schild gedekt met een gouden kroon van vijf bladeren".

## Geschiedenis
In 2001 werden de gemeentes Brederwiede, Steenwijk en IJsselham samengevoegd tot een nieuwe gemeente, sinds 2003 Steenwijkerland genoemd. Aanvankelijk werden er drie ontwerpen ingediend door burgers, maar deze haalden de criteria van de Hoge Raad van Adel niet doordat ze niet, aan heraldische regels of aan de wensen van de gemeente voldeden. In 2008 werd een keuze gemaakt uit twee ontwerpen van de Hoge Raad, een eigentijds en een traditioneel ontwerp. Voor het eerste ontwerp zouden aanvankelijk nog vijf sterren en een schildhouder in de vorm van Sint Clemens worden toegevoegd maar werden uiteindelijk weggelaten. De keuze ging uiteindelijk naar het eerste ontwerp. In 2009 werd dat wapen aangevraagd dat op 22 april van datzelfde jaar aan de gemeente werd toegewezen.

## Verwante wapens

Het wapen van Steenwijk